# Ermita de Sant Antoni de Pàdua (Castellnou)
Sant Antoni de Pàdua és una ermita al terme municipal de Castellnovo, a la comarca de l'Alt Palància se situa cap al nord de la població, començant els contraforts de la Serra d'Espadà, sobre el Turó de Sant Cristòfol, a uns 428 m. d'altitud propera a l'ermita de Sant Cristòfol. Se situa al costat d'una esplanada amb vistes panoràmiques en un ampli mirador abalconat, que a més té una cisterna per recollir les aigües pluvials.
Es tracta d'una ermita catòlica, que està catalogada com bé immoble de rellevància local, amb codi identificatiu 12.07.039-004, segons consta a la Direcció General de Patrimoni Artístic de la Generalitat Valenciana.
Es tracta d'un petit edifici datat el 1724 i reformat en 1977, de maçoneria amb arrebossat, amb teulada a dues aigües i ràfecs, recobert de teula ceràmica. La porta d'accés presenta llinda amb pòrtic i al costat de l'evangeli s'alça una petita torre amb una espadanya rematada amb teula encastada amb una inscripció de 1884, una creu de forja i una petita campana.
L'edifici presenta planta rectangular de dos trams amb volta de canó amb llunetes semicirculars. Interiorment presenta una decoració a base de pilars amb els quals es manté una cornisa llisa que recorre l'interior. En la testera, sobre la taula que fa d'altar i darrere d'ella hi ha a la paret una fornícula on es troba una talla barroca, original del segle xviii de Sant Antoni de Pàdua amb el nen Jesús en braços. La seva festa se celebra el 17 de gener, amb grans fogueres, celebracions populars i exquisida gastronomia, i com no pot faltar per aquesta comarca, la festa acaba amb les palpentes de vaquetes i bou "embolat".